# Гаспар ди Лемос
Гаспар ди Лемос (порт. Gaspar de Lemos) португалски је истраживач из 15. вијека. Био је капетан једног од бродова флоте капетана Педро Алварес Кабрал која је открила Бразил. По откићу Бразила, послат је назад како би донио вијести краљевској породици и на повратку је открио архипелаг Фернандо ди Нороња. Познат је и као истраживач који је пронашао залив Гванабара и крстио Залив Свих Светих и  Рио де Жанеиро.